# Coupe de Tunisie de football 1953-1954
Navigation
Coupe de Tunisie 1950-1951 Coupe de Tunisie 1954-1955
La Coupe de Tunisie de football 1953-1954 est la 24e édition de la coupe de Tunisie. Elle est organisée par la Ligue de Tunisie de football (LTFA). Le Stade tunisien, classé alors en troisième division, est la révélation de la coupe en parvenant en demi-finale.

## Résultats

### Seizièmes de finale
Les matchs sont joués le 18 octobre 1953.
| Équipe 1                             | Équipe 2                                         | Score 90'      |
| Club athlétique du gaz               | Union sportive de l'arsenal de Ferryville        | 1 - 0          |
| Sfax railway sport                   | Sporting Club de Gafsa                           | 3 - 0          |
| Patrie Football Club bizertin        | Stade africain de Ferryville                     | 6 - 2          |
| Grombalia Sports                     | Stade populaire                                  | 2 - 1          |
| Club africain                        | Football Club de Jérissa                         | 1 - 0          |
| Union sportive musulmane             | Sporting Club des sports de Focheville-Ben Arous | 5 - 0          |
| Olympique de Tunis                   | Avenir musulman                                  | 8 - 1          |
| Étoile sportive de Radès             | Union sportive de Ferryville                     | 1-1 puis 1 - 0 |
| Stade tunisien                       | Union sportive béjoise                           | 2 -            |
| Patriote de Sousse                   | Étoile sportive gabésienne                       | 2 - 0          |
| Espérance sportive de Tunis          | En-Najah                                         | 3 - 1          |
| Association sportive des PTT de Sfax | ?                                                | ?              |
| Club sportif de Hammam Lif           | Onze noirs                                       | 8 - 1          |
| Étoile sportive du Sahel             | Khanfous Club (Redeyef)                          | 2 - 0          |
| Jeunesse sportive métouienne         | Association sportive française                   | 1 - 0          |
| Club athlétique bizertin             | Union sportive tunisienne                        | 3 - 1          |

### Huitièmes de finale
| Équipe 1                     | Équipe 2                             | Score 90'        |
| Stade tunisien               | Sfax railway sport                   | 5 - 1            |
| Patriote de Sousse           | Union sportive musulmane             | 2 - 1            |
| Club athlétique du gaz       | Association sportive des PTT de Sfax | 2 - 0            |
| Club sportif de Hammam Lif   | Espérance sportive de Tunis          | 1 - 0            |
| Étoile sportive de Radès     | Club africain                        | 1 - 0            |
| Étoile sportive du Sahel     | Club athlétique bizertin             | 1 - 1 puis 3 - 1 |
| Jeunesse sportive métouienne | Grombalia Sports                     | 7 - 0            |
| Olympique de Tunis           | Patrie Football Club bizertin        | 3 - 3 puis 2 - 1 |

### Quarts de finale
| Équipe 1                   | Équipe 2                     | Score 90' |
| Stade tunisien             | Jeunesse sportive métouienne | 2 - 1     |
| Club sportif de Hammam Lif | Olympique de Tunis           | 7 - 1     |
| Club athlétique du gaz     | Étoile sportive de Radès     | 2 - 0     |
| Étoile sportive du Sahel   | Patriote de Sousse           | 1 - 0     |

### Demi-finales
| Équipe 1                   | Équipe 2               | Score 90' |
| Club sportif de Hammam Lif | Stade tunisien         | 4 - 1     |
| Étoile sportive du Sahel   | Club athlétique du gaz | 3 - 0     |

### Finale
| Équipe 1                   | Équipe 2                 | Score 90' |
| Club sportif de Hammam Lif | Étoile sportive du Sahel | 1 - 0     |

## Meilleurs buteurs
Avec six buts, Ali Ben Jeddou et Fanfan Cassar (CSHL) ainsi que Noureddine Diwa (ST) occupent la première place chez les buteurs, suivis de Habib Mougou (Étoile sportive du Sahel) avec cinq buts. 